# Szitakötő-rablópille
A szitakötő-rablópille (Libelloides coccajus) a rovarok (Insecta) osztályának az recésszárnyú fátyolkák (Neuroptera) rendjébe, ezen belül a rablópillék (Ascalaphidae) családjába tartozó faj.

## Előfordulása
A szitakötő-rablópille előfordulási területe Dél- és Délkelet-Európa hegyvidékei.

## Megjelenése
A rovar testhossza 45-50 milliméter. A hosszú csápjainak végein nagy bunkó, azaz megvastagodás látható. A két pár szárnya részben fekete, sárga és áttetsző.

## Életmódja
Ez a ragadozó recésszárnyú fátyolka nappal tevékeny. Zsákmányait a levegőben kapja el; eléggé gyors repülésre is képes.

## Szaporodása
Párzás után a nőstény a petéit kövek vagy fatuskók alá rakja le. Kikelése után, a lárva mozdulatlanul várakozik, míg egy gyanútlan áldozat oda nem közeledik; ezután gyors mozdulattal ráveti magát arra. A bábállapotot selymes gubóban tölti.